# Poronajsk
Poronajsk (rusky Поронайск) je město v Sachalinské oblasti v Ruské federaci. Při sčítání lidu v roce 2010 měl přes šestnáct tisíc obyvatel.

## Poloha a doprava
Poronajsk leží na východním okraji Sachalinu u ústí řeky Poronaj do zálivu Trpělivosti Ochotského moře. Od Južno-Sachalinsku, správního střediska celé oblasti, je Poronajsk vzdálen přibližně 290 kilometrů severně.
Přes Poronajsk vede Sachalinská železnice z Južno-Sachalinsku do Nogliki i dálnice z Južno-Sachalinsku do Alexandrovsku-Sachalinského.

## Dějiny
Rusové založili na území moderního Poronajsku v roce 1869 Tichmeněvskij post, tehdy v bezprostřední blízkosti staršího osídlení Ainuů a Nivchů.
V letech 1905 až 1945 bylo zdejší osídlení stejně jako zbytek ostrova jižně od 50. rovnoběžky v důsledku Portsmouthské smlouvy, která ukončila Rusko-japonskou válku, součástí Japonského císařství. V této době se oficiálně jmenovalo Šikuka (japonsky 敷香町).
Po konci druhé světové války získal celý ostrov zpět Sovětský svaz a v roce 1946 došlo k přejmenování na Poronajsk podle blízké řeky.

## Námořní přístav
Do roku 2027 bude v Poronajsku vybudován nový hlubinný námořní nákladní přístav. Nákladní komplex bude schopen obsloužit lodě s nosností až 80 tis. tun. Uhelný terminál bude mít kapacitu až 5 milionů tun ročně, ropný terminál kapacitu až 5,5 mil. tun ročně. V přístavu získá zaměstnání až 400 lidí. Přístav je budován pro zefektivnění obchodní a ekonomické spolupráce mezi Sachalinskou oblastí, Dálným východem a asijsko-pacifickou oblastí.